# Ukrytek mauretański
Ukrytek mauretański(Tenebroides mauritanicus) – gatunek chrząszcza z rodziny Trogossitidae i podrodziny Trogossitinae.

## Opis
Osiąga od 6 do 11 mm długości ciała. Ubarwiony brunatno, głowa i przedplecze nieco błyszczące, bardzo delikatnie mikrosiateczkowane. Głowa skąpo punktowana, o płaskich oczach i czułkach zwieńczonych słabo odgraniczoną, trójczłonową buławką. Przedplecze o przednich i tylnych kątach ostrych, grubo po bokach, a słabo pośrodku punktowane. Przez jego środek często biegnie gładka smuga. Pokrywy z siedmioma rzędami, w których punkty spłycają się i zanikają ku końcowi. Siódmy rząd kończy się na wysokości guza barkowego. Tenebroides mauritanicus pospolicie występuje na statkach, w magazynach i młynach. W naturze żyje pod korą drzew i w zgniłym drewnie, gdzie bywa drapieżnikiem. Nie przypisuje mu się dużego znaczenia gospodarczego, jednak jego obecność może wpływać na zwiększenie liczebności innych owadów które mogą wykorzystywać drążone przez ukrytka przestrzenie i w nich się rozwijać. Może być także wektorem grzybów oraz bakterii. 

## Biologia i ekologia
Gatunek synantropijny, spotykany w osiedlach ludzkich, magazynach zboża, składach produktów żywnościowych, piekarniach, młynach i mieszkaniach, a ponadto znajdowany w gniazdach bocianich i gołębnikach.
Cykl rozwojowy trwa od około 40 do nawet 1200 dni, w zależności od temperatury. W rejonach cieplejszych jego cykl życiowy przebiega nieprzerwanie a zimowanie nie występuje. Wiosną świeżo przepoczwarzone po przezimowaniu w formie larwalnej oraz zimujące dorosłe osobniki zbierają się w maju by zacząć składać jaja z początkiem lipca. Samice składają różną ilość jaj, nieuzależnioną od warunków bytowania. Potrafią jednak złożyć w całym okresie swojego życia nawet 1200 jaj, jednak za średnią przyjmuje się około 500, z których, w temp. około 20 °C, po 10 dniach lęgną się larwy. W sprzyjających warunkach i przy odpowiednim pożywieniu wzrost larw jest dość szybki i wynosi około 40-50 dni, licząc od wylęgu do rozpoczęcia przepoczwarzenia. Według badań zaobserwowano, że pożywienie ma bezpośredni wpływ na długość czasu w jakim owad pozostaje w postaci larwalnej, oraz że duże zróżnicowanie pożywienia również powoduje wydłużenie tego stanu.
Od początku lipca do końca listopada chrząszcze składają małe i białe delikatne jaja, ułożone luźno w niewielkich skupiskach widywane są w mące lub innym materiale pokarmowym. Niekiedy umieszczają je w napotkanych szczelinach celem ich zabezpieczenia. Wylęgnięte larwy żerują na ziarnach zbóż, te wylęgające się wczesnym latem przechodzą podczas rozwoju około 3 wylinki, natomiast osobniki które wylęgają się w późniejszym czasie zrzucają wylinkę prawie zawsze cztery razy. Po osiągnięciu odpowiedniego wzrostu larwa staje się niespokojna i błąka się, w poszukiwaniu bezpiecznego miejsca do przepoczwarzenia. Zazwyczaj zagrzebuje się w kawałku miękkiego drewna, w którym drąży mały tunel, lub jeśli to możliwe drąży w ziarnie kukurydzy, otwór zalepia za sobą wydzieliną wydalaną z wyrostków larwalnych rozmieszczonych na ciele. Komory poczwarkowe budują zwykle poza żerowiskami. Osobniki pojawiające się jesienią potrafią żyć od 9 do 10 miesięcy. Przez przedłużający się od kwietnia do września okres składania jaj, wszystkie stadia występują jednocześnie.

## Występowanie
Gatunek kosmopolityczny. W Europie sięga na północ do Karelii, środkowej Fennoskandii i południa Szkocji[. W Polsce występuje na terenie całego kraju. Spotykane również w Ameryce, zarówno północnej jak i południowej oraz na terenie Afryki, również powszechnie znany w Japonii. 

## Historia
Tenebroides mauritanicus jest jednym z pospolitszych gatunków szkodników owadów występujących w produktach zbożowych. Znany naukowcom od drugiej połowy XVIII wieku. Jednak jego najstarsze ślady żerowania pochodzą z wykopalisk na terenie starożytnego Egiptu, odkryte szczątki są datowane na około 1800 lat przed naszą erą. Wykopane przez archeologów ślady zachowały się w dużej mierze prawdopodobnie dzięki rozlaniu przez budowniczych tynku który pokrył składowane na posadzce deski, resztki ziaren i same żyjące tam owady. Umożliwiło to dokładną obserwacje i potwierdzenie ze stuprocentową pewnością, że gatunek który był odpowiedzialny za uszkodzenia konstrukcji drewnianych budynków jak i łodzi, oraz przechowywanych ziaren to właśnie ukrytek.

## Zagrożenia
Zarówno dorosłe osobniki, jak i te będące w stadium larwalnym, w przypadku braku pożywienia, mają duże zdolności penetracyjne. Potrafią przegryzać się przez cienkie opakowania z różnego rodzaju tworzyw sztucznych jak: foliowe worki wykonane np. z celofanu, poliwinylu, polipropylenu, poliestru. Bez problemu pokonują również barierę w postaci opakowań papierowych, a na dodatek potrafią przegryzać się przez folię aluminiową co stanowi pewien ewenement w świecie owadów. Ponadto badania wykazały, że chrząszcze z gatunku Tenebroides mauritanicus mogą przenosić salmonellę pomiędzy kolejnymi partiami przechowywanego materiału. 

## Zwalczanie
Przechowywane produkty należy przechowywać w niskiej temperaturze, co sprzyja obniżeniu aktywności ukrytka, a nawet zmniejszenia jego liczebności przez wymieranie zarówno larw jak i osobników dorosłych. Wszystkie środki zaradcze stosowane przeciwko innym szkodnikom typowym dla magazynów zbóż, można w równym stopniu zastosować również w jego przypadku. Między innymi Fosfinę, która jako składnik środków owadobójczych może przynosić skutek w postaci wymierania larw, jednak po czasie, lub w różnych odstępach czasowych w zależności od stężenia, po użyciu w przechowalni wystarczy dokładnie wywietrzyć pomieszczenia zgodnie z zaleceniami producenta danego środka a materiał znajdujący się w pomieszczeniu będzie zdatny do użycia. Inną ciekawą i ekologiczną metodą będzie zastosowanie olejków eterycznych Hyptis suaveolens przy produkcji środków również mających na celu ograniczenie liczebości ukrytka. 
Przeprowadzono również badania nad wykorzystaniem samego ukrytka w zwalczaniu: wołka ryżowego (Sitophilus oryzae L.), wołka kukurydzianego (Sitophilus zeamais), wołka zbożowego (Sitophilus granarius). Największą śmiertelność zaobserwowano wśród populacji wołka ryżowego. Zaobserwowano również wzrost drapieżnictwa ukrytka w przypadku martwych już owadów. Badania wykazały, że drapieżny charakter ukrytka może wpływać korzystnie na ograniczenie liczebności wybranych szkodników w przechowalniach ziaren.